# The Wasp Woman
The Wasp Woman (alte denumiri The Bee Girl și Insect Woman) este un film SF american din 1959 regizat de Roger Corman și Jack Hill. În rolurile principale joacă actorii Susan Cabot, Anthony Eisley, Michael Mark.

## Prezentare
Pe măsură ce îmbătrânește, nu prea mai merg afacerile lui Janice Starlin (Susan Cabot) cu salonul său de cosmetizare. Între timp, cercetătorul Eric Zinthrop  extrage o enzimă din corpul unei regine-viespe. Acesta este convins că enzima poate contracara cu succes procesul de îmbătrânire. Aflând acest lucru, Janice sparge laboratorul lui Zinthrop și se injectează cu această enzimă. Janice începe să întinerească, dar uneori se transformă într-o viespe ucigașă de mărimea unui om.

## Actori
- Susan Cabot este Janice Starlin
- Anthony Eisley este Bill Lane
- Barboura Morris este Mary Dennison
- William Roerick este Arthur Cooper
- Michael Mark este Eric Zinthrop
- Frank Gerstle este Les Hellman
- Bruno VeSota este Night Watchman
- Roy Gordon este Paul Thompson
- Carolyn Hughes este Jean Carson
- Lynn Cartwright este Maureen Reardon
- Frank Wolff este Man
- Lani Mars este Secretary
- Philip Barry este Man